# ATS-59
Il trattore ATS-59 è stato un veicolo standard dell'Esercito Sovietico; derivato dall'AT-S, ebbe una larga diffusione, prima di venir poi sostituito dagli autocarri 6x6. Esso trainava le artiglierie fino al calibro del cannone M46 da 130 mm, o il contraereo KS-19 da 100. È stato prodotto anche in Polonia.

## Sviluppo
L'impostazione del progetto del Ob'yekt 650 venne effettuata dalla fabbrica KMZ nel 1956. Dopo una prova valutativa, nel 1959 venne data l'approvazione per sostituire nella linee di produzione l'AT-S con l'Ob'yekt 650, il quale era stato rinominato ATS-59. Come propulsore impiegava un motore diesel V-54.